# Ipomopsis aggregata
Ipomopsis aggregata (Pursh) V.E.Grant, 1814 è una specie di pianta appartenente alla famiglia delle Polemoniaceae originaria dell'America del Nord.

## Distribuzione e habitat
Ipomopsis aggregata è diffusa nella parte occidentale del Nord America: dalla Columbia Britannica al Canada, fino al Messico, passando per gli Stati Uniti dell'ovest.

## Tassonomia
Sono state descritte le seguenti sottospecie:
- Ipomopsis aggregata ssp. aggregata
- Ipomopsis aggregata ssp. attenuata (A.Gray) V.E.Grant & A.D.Grant
- Ipomopsis aggregata ssp. bridgesii (Greene) V.E.Grant & A.D.Grant
- Ipomopsis aggregata ssp. candida (Rydb.) V.E.Grant & A.D.Grant
- Ipomopsis aggregata subsp. carmenensis Henrickson
- Ipomopsis aggregata ssp. collina (Greene) Wilken & Allard
- Ipomopsis aggregata ssp. formosissima (Greene) Wherry
- Ipomopsis aggregata ssp. weberi V.E.Grant & Wilken